# Departamento de Segurança Interna dos Estados Unidos
O Departamento de Segurança Interna dos Estados Unidos (DHS) é o departamento executivo federal dos Estados Unidos responsável pela segurança pública, comparável aos ministérios do interior ou de assuntos internos de outros países. Suas missões declaradas envolvem combate ao terrorismo, segurança nas fronteiras, imigração e alfândega, segurança cibernética e prevenção e gestão de desastres.
O DHS iniciou suas operações em 1º de março de 2003, após ser formado como resultado da Lei de Segurança Interna de 2002, promulgada em resposta aos ataques de 11 de setembro. Com mais de 240.000 funcionários, o DHS é o terceiro maior departamento do Gabinete, atrás dos departamentos de Defesa e Assuntos de Veteranos. A política de segurança interna é coordenada na Casa Branca pelo Conselho de Segurança Interna. Outras agências com responsabilidades significativas em segurança interna incluem os departamentos de Saúde e Serviços Humanos, Justiça e Energia.

## História

### Criação
Em resposta aos ataques de 11 de setembro, o presidente George W. Bush anunciou a criação do Escritório de Segurança Interna (OHS) para coordenar os esforços de "segurança interna". O escritório foi liderado pelo ex-governador da Pensilvânia Tom Ridge, que assumiu o título de Assistente do Presidente para Segurança Interna. O anúncio oficial afirma:
A missão do Escritório será desenvolver e coordenar a implementação de uma estratégia nacional abrangente para garantir a segurança dos Estados Unidos contra ameaças ou ataques terroristas. O Escritório coordenará os esforços do Poder Executivo para detectar, se preparar, prevenir, proteger, responder e se recuperar de ataques terroristas dentro dos Estados Unidos.
Ridge iniciou suas funções como diretor do OHS em 8 de outubro de 2001. Em 25 de novembro de 2002, a Lei de Segurança Interna estabeleceu o Departamento de Segurança Interna para consolidar as organizações do ramo executivo dos EUA relacionadas à "segurança interna" em uma única agência do gabinete. A Comissão Gilmore, apoiada por grande parte do Congresso e por John Bolton, ajudou a solidificar ainda mais a necessidade do departamento. O DHS incorporou as seguintes 22 agências.
De acordo com o cientista político Peter Andreas, a criação do DHS constituiu a reorganização governamental mais significativa desde a Guerra Fria e a reorganização mais substancial das agências federais desde a Lei de Segurança Nacional de 1947 (que havia reunido os diferentes departamentos militares sob um secretário de defesa e criado o Conselho de Segurança Nacional e a Agência Central de Inteligência). A criação do DHS constituiu a fusão mais diversificada de funções e responsabilidades federais, incorporando 22 agências governamentais em uma única organização. A fundação do DHS marcou uma mudança no pensamento americano sobre ameaças. A introdução do termo "segurança interna" concentra a atenção sobre uma população que precisa ser protegida não apenas contra emergências, como desastres naturais, mas também contra ameaças difusas de indivíduos que não são nativos dos Estados Unidos.
Antes da assinatura do projeto de lei, a controvérsia sobre sua adoção estava focada em saber se o FBI e a CIA deveriam ser incorporados, total ou parcialmente (nenhum deles foi incluído). O projeto de lei também foi controverso devido à presença de "cavalos de Troia" não relacionados e pela eliminação de certas proteções trabalhistas e de serviços civis favoráveis aos sindicatos para os funcionários do departamento. Sem essas proteções, os funcionários poderiam ser rapidamente reatribuídos ou demitidos por motivos de segurança, incompetência ou insubordinação, e o DHS não seria obrigado a notificar seus representantes sindicais. O plano retirou 180.000 funcionários públicos de seus direitos sindicais. Em 2002, os funcionários de Bush argumentaram que os ataques de 11 de setembro tornaram a eliminação das proteções dos funcionários imperativa.
Em um discurso de 5 de agosto de 2002, o presidente Bush disse: "Estamos lutando ... para garantir a liberdade na pátria." Antes da criação do DHS, os presidentes dos EUA se referiam aos EUA como "a nação" ou "a república" e suas políticas internas como "domésticas". Também foi sem precedentes o uso, a partir de 2002, da expressão "a pátria" pelos porta-vozes da Casa Branca.

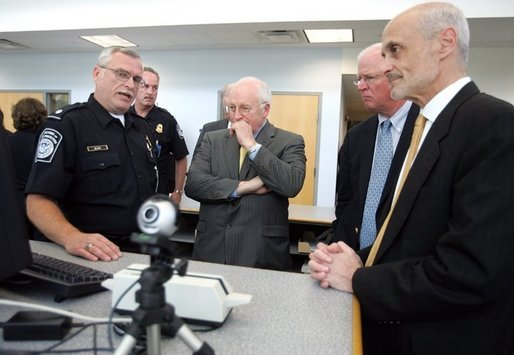
Um oficial da Alfândega e Proteção de Fronteiras dos EUA se dirige ao vice-presidente Dick Cheney (centro); Saxby Chambliss (centro-direita), um senador dos EUA da Geórgia; e Michael Chertoff (extrema direita), o segundo chefe do DHS; em 2005

O Congresso finalmente aprovou a Lei de Segurança Interna de 2002, e o presidente Bush assinou o projeto de lei em lei em 25 de novembro de 2002. Foi a maior reorganização do governo dos EUA nos 50 anos desde a criação do Departamento de Defesa dos Estados Unidos.

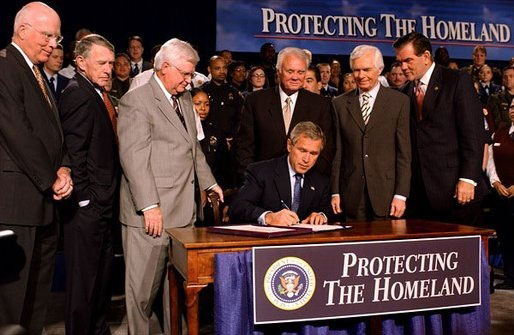
O presidente George W. Bush assina a Lei de Apropriações para Segurança Interna de 2004 em 1º de outubro de 2003.

Tom Ridge foi nomeado secretário em 24 de janeiro de 2003 e começou a nomear seus principais deputados. O DHS iniciou oficialmente suas operações em 24 de janeiro de 2003, mas a maioria das agências componentes do departamento não foi transferida para o novo departamento até 1º de março.
Após estabelecer a estrutura básica do DHS e trabalhar para integrar seus componentes, Ridge anunciou sua renúncia em 30 de novembro de 2004, após a reeleição do presidente Bush. Bush inicialmente nomeou o ex-comissário do New York City Police Department, Bernard Kerik, como seu sucessor, mas em 10 de dezembro, Kerik retirou sua nomeação, citando razões pessoais e dizendo que "não seria no melhor interesse" do país que ele assumisse o cargo.

## Organização estrutural
O Departamento de Segurança Interna é chefiado pelo secretário de segurança interna com a assistência do vice-secretário. O DHS contém componentes operacionais, executando missões específicas sob a supervisão do DHS; componentes de apoio, que dão suporte à missão do DHS e aos componentes operacionais; e componentes no Escritório do Secretário, apoiando a liderança do departamento, os componentes do DHS e o secretário por meio da supervisão e estabelecimento de políticas.

## Sistema Nacional de Avisos de Terrorismo
Em 2011, o Departamento de Segurança Interna descontinuou o antigo Sistema de Aviso de Segurança Interna, substituindo-o pelo Sistema Nacional de Avisos de Terrorismo (NTAS), de dois níveis. O sistema possui dois tipos de avisos: alertas e boletins. Os boletins NTAS permitem que o secretário se comunique com informações críticas sobre o terrorismo que, embora não necessariamente indiquem uma ameaça específica contra os Estados Unidos, possam atingir rapidamente os parceiros de segurança interna ou o público, permitindo que os destinatários implementem medidas protetivas necessárias. Os alertas são emitidos quando há informações específicas e confiáveis sobre uma ameaça terrorista contra os Estados Unidos. Os alertas possuem dois níveis: elevado e iminente. Um alerta elevado é emitido quando há informações confiáveis sobre um ataque, mas com apenas informações gerais sobre o tempo ou o alvo. Um alerta iminente é emitido quando a ameaça é muito específica e iminente no curto prazo.

A Escala do Sistema de Aviso de Segurança Interna

Em 12 de março de 2002, o Sistema de Aviso de Segurança Interna, uma escala de risco de terrorismo codificada por cores, foi criado como resultado de uma Diretriz Presidencial para fornecer um "meio abrangente e eficaz de disseminar informações sobre o risco de atos terroristas para as autoridades federais, estaduais e locais, bem como para o povo americano". Muitos procedimentos em instalações governamentais estão vinculados ao nível de alerta; por exemplo, uma instalação pode inspecionar todos os veículos que entram quando o nível de alerta está acima de um determinado ponto. Desde janeiro de 2003, o sistema tem sido administrado em coordenação com o DHS; também tem sido alvo de frequentes piadas e zombarias por parte dos críticos da administração sobre sua ineficácia. Após sua renúncia, Tom Ridge afirmou que nem sempre concordava com os ajustes do nível de ameaça propostos por outros órgãos do governo.
Em janeiro de 2003, o escritório foi incorporado ao Departamento de Segurança Interna e ao Conselho de Segurança Interna da Casa Branca, ambos criados pela Lei de Segurança Interna de 2002. O Conselho de Segurança Interna, semelhante ao Conselho de Segurança Nacional, mantém um papel de coordenação de políticas e assessoramento, sendo liderado pelo assistente do presidente para a segurança interna.

## Selo
O selo do Departamento de Segurança Interna dos Estados Unidos (DHS) foi desenvolvido com a contribuição da liderança sênior do DHS, funcionários e da Comissão de Belas Artes dos EUA. O Ad Council – que é parceiro do DHS na campanha Ready.gov – e a empresa de consultoria Landor Associates foram responsáveis pelo design gráfico e pela manutenção da integridade heráldica.
O selo é simbólico da missão do Departamento – prevenir ataques e proteger os americanos – na terra, no mar e no ar. No centro do selo, uma águia americana estilizada aparece em um campo azul circular. As asas estendidas da águia rompem um anel vermelho interno e atingem um anel externo branco, no qual estão as palavras "U.S. DEPARTMENT OF" na metade superior e "HOMELAND SECURITY" na metade inferior, em uma disposição circular. As asas da águia rompem o círculo interno e alcançam o anel externo para sugerir que o Departamento de Segurança Interna vai romper a burocracia tradicional e desempenhar funções governamentais de maneira diferente. Na tradição do Grande Selo dos Estados Unidos, o pé esquerdo da águia segura um ramo de oliveira com 13 folhas e 13 sementes, enquanto o pé direito da águia segura 13 flechas. No centro do peito da águia, há um escudo dividido em três seções que contêm elementos representando a pátria americana – ar, terra e mar. O elemento superior, um céu azul escuro, contém 22 estrelas representando as 22 entidades originais que se uniram para formar o departamento. O elemento esquerdo do escudo contém montanhas brancas atrás de uma planície verde sob um céu azul claro. O elemento direito do escudo contém quatro formas de ondas representando os oceanos, alternando entre azul claro e escuro, separadas por linhas brancas.
— DHS 6 de junho de 2003

## Sede

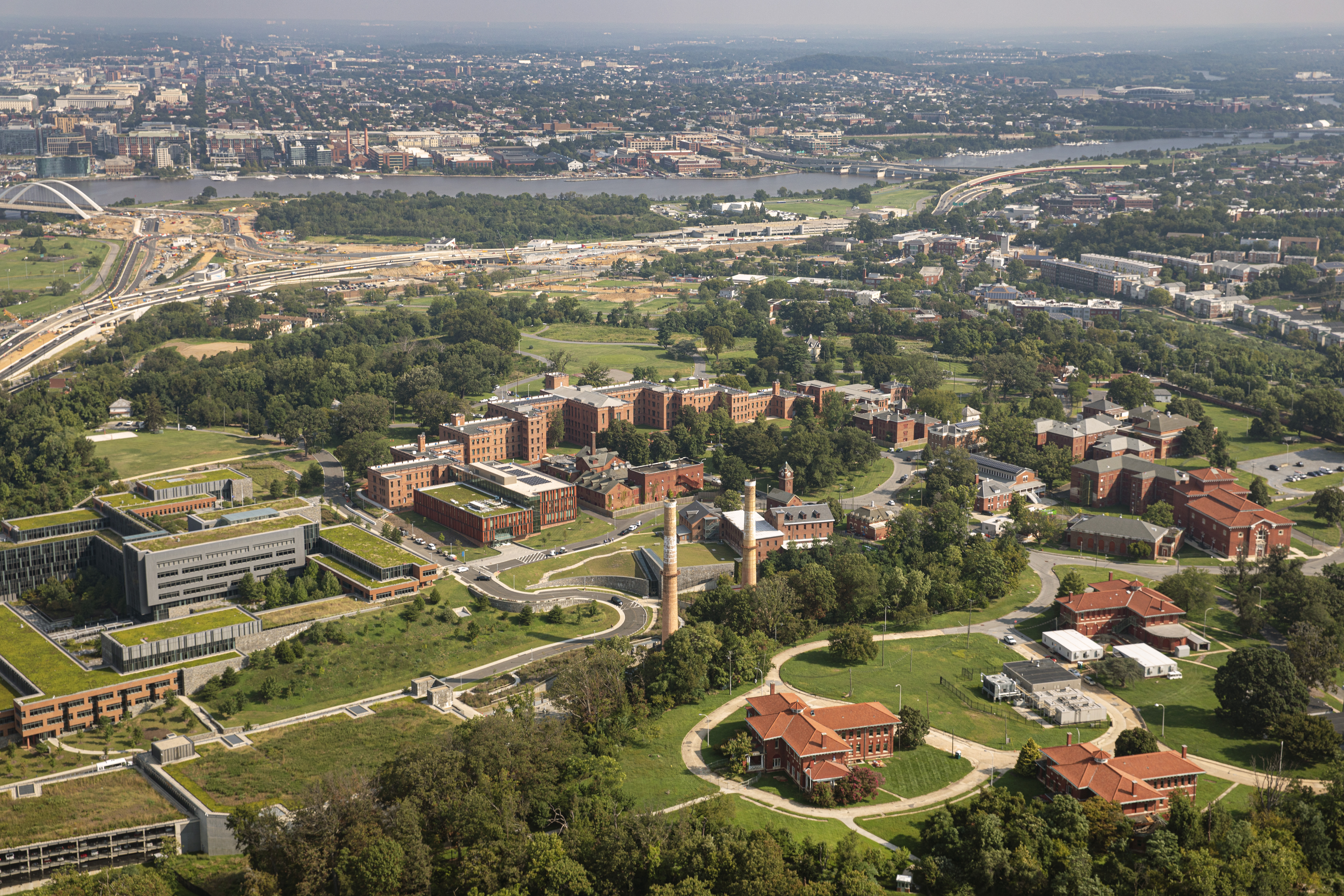
A atual sede no Campus Oeste de St. Elizabeths Hospital

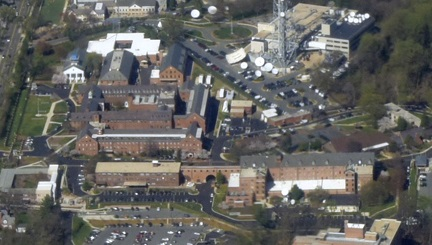
Nebraska Avenue Complex, sede do DHS desde sua criação até abril de 2019

Desde sua criação, a sede temporária do departamento ficava no Nebraska Avenue Complex, em Washington, D.C., uma antiga instalação naval. O local de 38 acres (15 ha), em frente à American University, possui 32 edifícios que somam 566.000 pés quadrados (52.600 m²) de espaço administrativo. No início de 2007, o departamento submeteu um plano de $4,1 bilhões ao Congresso para consolidar seus mais de 60 escritórios na área de Washington em um único complexo de sede no campus do St. Elizabeths Hospital, em Anacostia, no sudeste de Washington, D.C.
A mudança foi apoiada por autoridades do Distrito de Columbia devido ao impacto econômico positivo que teria sobre a histórica Anacostia. No entanto, a mudança foi criticada por preservacionistas históricos, que alegaram que os planos de revitalização destruiriam dezenas de edifícios históricos no campus. Ativistas comunitários criticaram os planos porque a instalação permaneceria isolada e teria pouca interação com a área ao redor.
Em fevereiro de 2015, a Administração de Serviços Gerais anunciou que o local seria inaugurado em 2021. A equipe da sede do DHS começou a se mudar para St. Elizabeths em abril de 2019, após a conclusão da renovação do Center Building.

## Secretários
Até hoje, houve oito secretários confirmados do Departamento de Segurança Interna dos Estados Unidos:
- Tom Ridge (24 de janeiro de 2003–1º de fevereiro de 2005)
- Michael Chertoff (15 de fevereiro de 2005–21 de janeiro de 2009)
- Janet Napolitano (20 de janeiro de 2009–6 de setembro de 2013)
- Jeh Charles Johnson (23 de dezembro de 2013–20 de janeiro de 2017)
- John F. Kelly (20 de janeiro de 2017–28 de julho de 2017)
- Kirstjen M. Nielsen (6 de dezembro de 2017–10 de abril de 2019)
- Alejandro Mayorkas (1º de fevereiro de 2021–20 de janeiro de 2025)
- Kristi Noem (25 de janeiro de 2025–presente)